# Грані-Т
«Грані-Т» — видавництво дитячої та культурологічної літератури в Україні.
Видавництво «Грані-Т» (Грані творчості) засновано в лютому 2006 року. Має два пріоритети діяльності — дитячий та культурологічний. Кредо видавництва: розкривати нові, часом несподівані грані творчості письменників, художників, редакторів та дизайнерів.
До 2009 року «Грані-Т» видало понад 300 книг, більшість з яких сформовано в різноманітні серії.
«Грані-Т» активно бере участь у різноманітних виставках та благодійних акціях, які покликані допомогти дітям з соціально незахищених груп, сиротам та неповносправним дітям. У 2009 році видавництво визнане переможцем Національного конкурсу «Благодійник року» в номінації «Вітчизняна компанія — малий бізнес». [Архівовано 9 жовтня 2014 у Wayback Machine.]
Зачинилося приблизно у 2016 році, коли на сайті останній раз оновлювались новини. На початку 2019 року перестав працювати сайт видавництва.

## Видавничі серії

### Дитячі серії
- Серія «Абетки»
- Серія «Бібліотека відмінника»
- Серія «Велика модниця»
- Серія «Дивний детектив»
- Серія «Дитяча іронічна поезія» — поетичні книжки зарубіжних письменників для дітей у перекладах українською мовою
- Серія «Джерельце»
- Серія «Життя видатних дітей» — оповідання для дітей про дитинство видатних людей різних часів і народів
- Серія «Золотий лелека» — книжки — переможці Всеукраїнського конкурсу прозових творів для дітей «Золотий лелека»
- Серія «Історії в малюнках для найменших»
- Серія «Казки народів світу»
- Серія «Класні комікси» — комікси за мотивами творів української класики
- Серія «Моллі Махлюй — маленька чарівниця»
- Серія «Мультстудія»
- Серія «Пригоди детектива Ниточки»
- Серія «Розмальовки»
- Серія «Суперники»
- Серія «Сучасна дитяча поезія» — поетичні книжки для дітей сучасних українських письменників
- Серія «Сучасна дитяча проза» — прозові книжки для дітей сучасних українських і зарубіжних письменників
- Серія «Українська дитяча класика»
- Серія «Українські народні казки з вузликами»
- Серія «Українська майстерня фантастики» — книжки українських та зарубіжних письменників у жанрі фантастики та фентезі
- Серія «Книготерапія» — художні книжки для дітей про актуальні питання фізичного та психічного розвитку.

### Культурологічні серії
- Серія «De profundis» — українська та зарубіжна есеїстика;
- Серія «Грані світу» — культурологічні подарункові альбоми
- Путівники

## Проєкт «Підвішена книжка»
У 2012 році Видавництво «Грані-Т» долучається до Всесвітнього руху «Віддай, якщо можеш. Візьми, якщо хочеш» і розпочало акцію «Підвішена книжка». Підвішена книжка" — це не комерційний проєкт, можливість кожному поділитися з ближнім тим, що любить, — книжкою. Дуже важливо, щоб кожна «підвішена» книжка потрапила до тієї людини, якій вона найбільше потрібна.

## Конкурс «Найкращий відгук на сучасну дитячу прозу»
З метою популяризації сучасної вітчизняної дитячої книги та заохочення учнів 4-5 класів загальноосвітніх навчальних закладів до систематичного читання сучасної української літератури та постійного підвищення культурного рівня учнів і покращення якості й ефективності процесу читання, починаючи із 2009 року видавництво «Грані-Т» за участю «Інституту інноваційних технологій і змісту освіти», щорічно проводить конкурс «Найкращий відгук на сучасну дитячу прозу».
Основними завданнями конкурсу є:
- вироблення у дітей навичок самостійної роботи з книгою;
- популяризація сучасної вітчизняної дитячої книги;
- створення умов для позитивної мотивації учнів до читання, розширення у них читацького світогляду, розвитку їх читацьких умінь.[1]

## Конкурс «Найкращий конспект уроку з позакласного читання»
З 2011 року видавництво започаткувало всеукраїнський конкурс «Найкращий конспект уроку з позакласного читання сучасної української літератури у 5-9 класах загальноосвітніх навчальних закладів у 2012—2013 навчальному році».
Конкурс проводиться з метою популяризації сучасної вітчизняної книги та заохочення учнів 5-9 класів загальноосвітніх навчальних закладів до систематичного читання сучасної української літератури задля постійного підвищення культурного рівня учнів та покращення якості й ефективності процесу читання.
Завданнями конкурсу є:
- популяризація сучасної вітчизняної книги та розвиток читацької культури учнів загальноосвітніх навчальних закладів;
- знання творів письменників-земляків;
- посилення ролі української книги в розвитку юних громадян України.[2]

## Благодійні проєкти
- Сімейний клуб «Грані здоров'я»
- Соціальний проєкт «Доторкнутися до слова»
- Благодійний проєкт «З книгою — до дітей!»
- Соціальний проєкт «Вчися перемагати»
- Всеукраїнський соціальний проєкт «Дбаємо про майбутнє України!»

## Літературні проєкти
- Центр дослідження літератури для дітей та юнацтва
- Літературно-креативний проєкт «Літреактор»

## Конкурси та проєкти, що вже завершилися
- Конкурс літературних творів «Золотий лелека»
- Фотоконкурс «Я читаю з Укрпоштою!»
- ІІ мережевий літературний конкурс «Різдвяне диво»
- Грані-Т Quest
- Конкурс дитячих малюнків «Поштарики Діда Мороза»
- Всеукраїнський конкурс-фестиваль дитячої творчості «На Святого Миколая творча іскорка палає»
- Соціальний проєкт «Даруй радість»
- Всеукраїнський родинний конкурс «Іде звізда чудна»
- Літературний конкурс «Історія успіху»
- Поетичний конкурс «Турнір поетів»
- Конкурс літературних критиків
- Дитячий національний конкурс «Я козацького роду»
- Фотоконкурс «Наш малюк на відпочинку»
- Конкурс творів для дітей

## Премії, відзнаки, досягнення
2012
- Диплом І ступеня IX Міжнародного конкурсу країн-учасниць СНД «Мистецтво книги» в номінації «Арт-книга» було нагороджено книгу «Корабель дурнів» Себастіана Бранта (художник — Юрій Чаришніков);
- Дипломом ІІІ ступеня IX Міжнародного конкурсу країн-учасниць СНД «Мистецтво книги» в номінації «Книга для дітей та юнацтва» — книгу «Солька і кухар Тара-пата» Оксани Лущевської та Лани Світанкової (художник — Ольга Гаврилова);
- Диплом Всеукраїнського конкурсу якості продукції «100 найкращих товарів» в номінації «Книги для дітей та юнацтва» — «Солька і кухар Тара-Пата» Оксани Лущевської та Лани Світанкової, художник Ольга Гаврилова.
- Диплом Всеукраїнського конкурсу якості продукції «100 найкращих товарів» в номінації «Арт-книга»– «Корабель дурнів» Себастіна Бранта, художник Юрій Чаришніков
- Дитяча книга року ВВС «Таємне Товариство Боягузів та Брехунів» Лесі Ворониної
- Книжка «Вечера на хуторе близ Диканьки» із ілюстраціями Володимира Штанка увійшли до «Почесного списку» IBBY найкращих сучасних книжок для дітей 2012 року

2011
- Диплом І ступеня IX Міжнародного конкурсу країн-учасниць СНД «Мистецтво книги» в номінації «Моя країна» — «Львів Левинського: місто і будівничий», автор тексту і фото Ігор Жук;
- Диплом І ступеня IX Міжнародного конкурсу країн-учасниць СНД «Мистецтво книги» в номінації «Арт-книга» — «Записки сумасшедшего» Миколи Гоголя в ілюструванні Юрія Чаришнікова;
- Диплом І ступеня IX Міжнародного конкурсу країн-учасниць СНД «Мистецтво книги» в номінації «Книги для дітей та юнацтва». — «Пригоди на острові Клаварен» Ірен Роздобудько в ілюструванні Надії Дойчевої-Бут;
- Премія «Книжкове левеня» в номінації «Оригінально оформлене та проілюстроване видання» в рамках Міжнародного львівського дитячого фестивалю 2011 за книгу Галини Вдовиченко «Мишкові Миші»;
- Премія «Книжкове левеня» в номінації «Оригінальне видання для підлітків» в рамках Міжнародного львівського дитячого фестивалю 2011 за книгу Ірен Роздобудько «Пригоди на острові Клаварен»;
- Грамота від Національної бібліотеки України для дітей за якісний репертуар видавничої продукції, котра найчастіше протягом 2010 року відзначалась в електронному ресурсі КЛЮЧ;
- Книга видавництва «Грані-Т» Василь Голобородько «Віршів повна рукавичка» — «White Raven 2011» («Біла ворона 2011») від України;

2010
- Переможець Всеукраїнського конкурсу якості продукції (товарів, робіт, послуг) — «100 найкращих товарів України» в номінації «Товари для населення»;
- ІІІ місце в номінації «Найкраще навчальне видання з нових напрямів професійної підготовки» в рамках першого Всеукраїнського конкурсу видань для вищих навчальних закладів «Університетська книга-2010» за книгу Таміли Печенюк «Кольорознавство» (листопад, 2010);
- Диплом І-го ступеня в номінації «Арт-книжка» за книгу «Арабески Миколи Хвильового» в рамках національного конкурсу «Найкраща книга України» (серпень, 2010);
- Диплом ІІ-го ступеня в номінації «Світ дитинства» за книгу Н. В. Гоголь «Вечера на хуторе близ Диканьки» в рамках національного конкурсу «Найкраща книга України» (серпень, 2010);
- І місце у номінації «Документалістика» в рамках конкурсу «Найкраща українська книга — 2010» від журналу «Кореспондент» за книгу Олеся Ільченка «Місто з Химерами»;
- ІІІ місце в номінації «Документалістика» в рамках конкурсу «Найкраща українська книга- 2010» від журналу «Кореспондент» за книгу Юрія Іздрика «Флешка-2Gb»;
- Диплом І-го ступеня VII Міжнародного конкурсу країн-учасниць СНД «Мистецтво книги» в номінації «Книга для дітей та юнацтва» за видання «Вечера на хуторе близ Диканьки» Миколи Гоголя (червень, 2010);
- Диплом ІІ-го ступеня VII Міжнародного конкурсу країн-учасниць СНД «Мистецтво книги» в номінації «Арт-Книга» за видання «Народні оповідання» Льва Толстого (червень, 2010);
- Диплом «За найкраще оформлення книги» за версією дитячого журі під час «Форуму видавців — дітям» за видання «Вечера на хуторе близ Диканьки» Миколи Гоголя, проілюстроване Володимиром Штанком.
- Диплом «Оригінальний дизайн книги» за видання Лесі Ворониної та Катерини Штанко «Сни Ганса Християна», яке було окремо відзначено на конкурсі «Книжковий дивосвіт України».
- Диплом «Найкраще мистецьке та фотоальбомне видання» за видання Олександра Денисенка «Сердечний рай, або Оксана», яке посіло ІІ місце на конкурсі «Книжковий дивосвіт України»;
- Диплом «Найкраща дитяча книжка» за видання Лесі Ворониної та Катерини Штанко «Сни Ганса Християна», яке посіло ІІ місце на конкурсі «Книжковий дивосвіт України»;

2009
- Гран-Прі Національного конкурсу «Найкраща книга України — 2009» за книгу Лесі Ворониної та Катерини Штанко «Сни Ганса Християна»;
- У рамках конкурсу «Найкраща українська книга — 2008» книга Ярослава Грицака «Життя, смерть та інші неприємності» увійшла в номінації «Документалістика» в десятку найкращих книг від журналу «Кореспондент» (2009);
- Диплом І-го ступеня VI Міжнародного конкурсу країн-учасниць СНД «Мистецтво книги» в номінації «Книга для дітей та юнацтва» за видання «Сни Ганса Християна» (червень, 2009);
- Диплом ІІ-го ступеня VI Міжнародного конкурсу країн-учасниць СНД «Мистецтво книги» в номінації «Співдружність» за видання «Сердечний рай, або Оксана» (червень, 2009);
- Диплом Х Всеукраїнського рейтинґу «Книжка року — 2008» за книгу «По одному віршу ста поетів (1235 р.). Збірка японської класичної поезії VII-ХІІІ ст.» у номінації «Хрестоматія»;
- Медаль та Почесна грамота Кабінету Міністрів України за «вагомий внесок у забезпечення розвитку вітчизняного книговидання, значні творчі здобутки та високий рівень видань»;

2008
- Вперше за роки проведення конкурсу «Книга року Бі-Бі-Сі» у п'ятірку фіналістів 2008-го року увійшла дитяча книжка — повість Лесі Ворониної «Нямлик і балакуча квіточка»;
- Диплом III-го ступеня конкурсу «Книжковий дивосвіт України» у номінації «Найкраще енциклопедично-довідкове видання» на XI Київському Міжнародному книжковому ярмарку за книгу Олеся Ільченка «Наші птахи» (жовтень, 2008);
- Нагорода Форуму видавців у Львові «За найкращий дизайн» — книга Миколи Гоголя «Петербургские повести» (вересень, 2008);
- Нагорода за книгу «По одному віршу ста поетів», яка увійшла до переліку 15 найкращих книжок Форуму видавців у Львові — 2008 (вересень, 2008);
- Подяка Посольства України в Російській Федерації колективу видавництва «Грані-Т» за активну культурно-просвітницьку роботу, спрямовану на популяризацію найкращих надбань української культури і літератури, значні досягнення в розвитку вітчизняної книговидавничої справи, утвердження Української держави, як книжкової (вересень, 2008);
- Диплом V Міжнародного конкурсу країн-учасниць СНД «Мистецтво книги» у номінації «Моя країна» за видання фотоальбому Галини Шевцової «Дерев'яні церкви України» (вересень, 2008);
- Диплом переможця Національного конкурсу «Найкраща книга України» на IV Київській Міжнародній виставці-ярмарку за книгу Миколи Гоголя «Петербургские повести» (серпень, 2008).
- Диплом І-го ступеня Національного конкурсу «Найкраща книга України» у номінації «Арт-книжка» на IV Київській Міжнародній виставці-ярмарку за книгу «Городецький. Виклик будівничого» (серпень, 2008);
- Гран-Прі V Міжнародного конкурсу країн-учасниць СНД «Мистецтво книги» за книгу Миколи Гоголя «Петербургские повести» (червень, 2008);
- Гран-Прі в номінації «Найкраще видавництво — 2008» Х Ювілейного Міжнародного фестивалю «Світ книги» (квітень, 2008);
- Диплом IX Всеукраїнського рейтингу «Книжка року» в номінації «За найкращу видавничу серію — 2007» (Серія «Грані світу»: «Україна-Японія: дерев'яна архітектура», «Україна-Польща: єдність зброї крізь віки», «Україна-Польща: спадщина століть» (березень, 2008);
- Диплом IX Всеукраїнського рейтингу «Книжка року» в номінації «За найкращий видавничий проект — 2007» (книги: «Іоан Георг Пінзель. Скульптура. Перетворення», Євгенія Кононенко «Жертва забутого майстра», Володимир Єшкілєв «Втеча майстра Пінзеля») (березень, 2008);
- Відзнака IX Всеукраїнського рейтингу «Книжка року» в номінації «За найкращий видавничий імідж — 2007» (березень, 2008);
- Диплом за найкращу книгу, представлену на XV Мінській міжнародній книжковій виставці-ярмарку «Книги Білорусі — 2008» (лютий, 2008);

2007
- Книга видавництва «Грані-Т» «Вуйко Йой і Лишиня» Галини Малик була відзначена на Всеукраїнському конкурсі «Книга року-2007» у номінації «Дитяче свято»;
- Диплом Книги рекордів України за проведення найбільшої в Україні одночасної автограф-сесії за участі 40 авторів та художників одного видавництва (грудень, 2007);
- Диплом за активну діяльність та участь у Київській Міжнародній книжковій виставці-ярмарку «Книжкові контракти — 2007» (грудень, 2007);
- Диплом за найкращу книгу, представлену на Міжнародній виставці-ярмарку «Книжкові контракти» (Галина Шевцова «Дерев'яні церкви України») (грудень, 2007);
- За результатами журі конкурсу «Книга Форуму — 2007» книги видавництва «Грані-Т» увійшли до переліку 13 найкращих книжок Форуму видавців у Львові — 2007 (вересень, 2007);
- Почесна Грамота конкурсу «Книга Форуму — 2007» у рамках XIV Форуму видавців у Львові за книгу «Ірен Роздобудько про Блеза Паскаля, Вольфі Моцарта, Ганса Андерсена, Катрусю Білокур, Чарлі Чапліна» (вересень, 2007);
- Почесна Грамота конкурсу «Книга Форуму — 2007» у рамках XIV Форуму видавців у Львові за альбом «Іоанн Георг Пінзель. Скульптура. Перетворення» (вересень, 2007);
- Диплом переможця Національного конкурсу «Найкраща книга України» у номінації «Найкраща книга України — 2007» за книгу: «Іоанн Георг Пінзель. Скульптура. Перетворення» (серпень, 2007);
- Диплом ІІ-го ступеня IV Міжнародного конкурсу країн-учасниць СНД «Мистецтво книги» у номінації «Діалог культур» за книгу: «Іоанн Георг Пінзель. Скульптура. Перетворення» (вересень, 2007);
- Диплом лауреата премії КОНСХУ «Мистець» імені Георгія Нарбута за дизайн книжки Ольги Лагутенко «Нариси з історії української графіки ХХ століття» нагороджений Будник Андрій Вікторович (2007);
- Диплом І-го ступеня XIV Мінської Міжнародної книжкової виставки «Книги Білорусі — 2007» (лютий, 2007);

2006
- Диплом ІХ Київської книжкової виставки «Книжковий світ — 2006» у номінації «Оригінальний видавничий проект» (листопад, 2006);
- Почесна грамота Президента ХІІІ Форуму видавців у Львові (вересень, 2006);
- Диплом І-го ступеня ІІІ Міжнародного конкурсу країн-учасниць СНД «Мистецтво книги» у номінації «Діалог культур» за книгу «Україна-Японія: дерев'яна архітектура» (серпень, 2006).